# Pseudoschulthessiella
Pseudoschulthessiella is een geslacht van rechtvleugeligen uit de familie Thericleidae. De wetenschappelijke naam van dit geslacht is voor het eerst geldig gepubliceerd in 1977 door Descamps.

## Soorten
Het geslacht Pseudoschulthessiella omvat de volgende soorten:
- Pseudoschulthessiella armata Descamps, 1977
- Pseudoschulthessiella cerciata Descamps, 1977
- Pseudoschulthessiella dubiosa Descamps, 1977
- Pseudoschulthessiella furcata Descamps, 1977
- Pseudoschulthessiella mitrata Descamps, 1977
- Pseudoschulthessiella whellani Descamps, 1977